# Januv
Januv (hebrejsky יָנוּב, v oficiálním přepisu do angličtiny Yanuv) je vesnice typu mošav v Izraeli, v Centrálním distriktu, v Oblastní radě Lev ha-Šaron.

## Geografie
Leží v nadmořské výšce 46 metrů v hustě osídlené a zemědělsky intenzivně využívané pobřežní nížině, respektive Šaronské planině, nedaleko od okraje kopcovitých oblastí podél Zelené linie oddělujících vlastní Izrael v mezinárodně uznávaných hranicích od okupovaného Západního břehu Jordánu.
Obec se nachází 10 kilometrů od břehu Středozemního moře, cca 31 kilometrů severovýchodně od centra Tel Avivu, cca 56 kilometrů jihojihovýchodně od centra Haify a 10 kilometrů východně od města Netanja. Januv obývají Židé, přičemž osídlení v tomto regionu je etnicky smíšené. Západním a severním směrem v pobřežní nížině je osídlení ryze židovské. Na jihovýchod od mošavu ovšem leží ale pás měst a vesnic obývaných izraelskými Araby – takzvaný Trojúhelník (nejblíže je to město Kalansuva necelé 4 kilometry odtud). 6 kilometrů od vesnice také probíhá Zelená linie a za ní stojí arabské (palestinské) město Tulkarm.
Januv je na dopravní síť napojen pomocí lokální silnice číslo 5613, jež severně od vesnice ústí do dálnice číslo 57.

## Dějiny
Januv byl založen v roce 1950. K založení došlo 21. března 1950. Prvními osadníky zde byla skupina židovských přistěhovalců z Tuniska, kteří se do Izraele dostali v roce 1948. Jméno vesnice je inspirováno citátem z biblické Knihy přísloví 10,31 – „Ústa spravedlivého plodí moudrost“ V obci se usadil i jediný přeživší po leteckém neštěstí v Hurumu, kdy se nad Norskem roku 1949 zřítilo letadlo s židovskými dětmi směřujícími z Tuniska do Izraele. Norští občané pak prostřednictvím veřejné sbírky poskytli mošavu Januv dotace a sponzorovali zde výstavbu domů. Jeden z těchto prvních domů byl zachován a slouží jako archiv.
Správní území obce dosahuje 2030 dunamů (2,03 kilometru čtverečního). Místní ekonomika je založena na zemědělství (pěstování citrusů, zeleniny a květin).

## Demografie
Podle údajů z roku 2014 tvořili naprostou většinu obyvatel v Januv Židé (včetně statistické kategorie "ostatní", která zahrnuje nearabské obyvatele židovského původu ale bez formální příslušnosti k židovskému náboženství).
Jde o menší sídlo vesnického typu s dlouhodobě rostoucí populací. K 31. prosinci 2014 zde žilo 915 lidí. Během roku 2014 populace stoupla o 7,1 %.
| Rok            | 1961 | 1972 | 1983 | 1995 | 2001 | 2003 | 2004 | 2005 | 2006 | 2007 | 2008 | 2009 | 2010 | 2011 | 2012 | 2013 | 2014 |
| -------------- | ---- | ---- | ---- | ---- | ---- | ---- | ---- | ---- | ---- | ---- | ---- | ---- | ---- | ---- | ---- | ---- | ---- |
| Počet obyvatel | 526  | 510  | 394  | 564  | 662  | 726  | 753  | 761  | 784  | 794  | 813  | 853  | 874  | 865  | 850  | 854  | 915  |